# Ludwig Martin Kahle
Pour les articles homonymes, voir Kahle.
Ludwig Martin Kahle est un jurisconsulte allemand, né en 1712 à Magdebourg comme son prédécesseur Struvius alias Georg Adam Struve qu'à peine un siècle sépare, le professeur de droit est décédé en 1775.

## Carrière
Né à Magdebourg, ce savant saxon a enseigné le droit à l'université de Gœttingue et à Marbourg. Il occupe aussi plusieurs emplois à Berlin.

## Un héritier du droit saxon et un penseur des Lumières scientifiques
Il a réalisé une édition augmentée de la bibliotheca philosophica de son glorieux aîné Struvius, parue en deux volumes in octo à Göttingen en 1748. Le penseur du droit est aussi connu des salons parisiens sous le nom francisé de Louis Martin Kahle pour s'être livré à l'examen du livre intitulé Métaphysique de Newton et Leibniz, parution allemande in-quarto de 1740 dont la traduction française par Gautier de Saint-Blanchard, a été éditée à La Haye, en 1744.

## Œuvres
Louis Martin a écrit, entre autres ouvrages :
- De Divinatione, Halle, 1734,
- Elementa Logicae probabilium; Halle, 1735,
- De Scholis Prophetarum, Gœttingue, 1737,
- Abriss von dem neusten Zustande der Gelehrsamkeit und einigen wichtigen Streitigkeiten in der politischen Welt (« Précis de l'État actuel des Sciences et de quelques Discussions importantes dans le monde politique »), ouvrage périodique publié de 1737 à 1744, à Goettingue. Huit numéros ont été publiés, qui sont réunis en deux volumes in-8°,
- une édition augmentée de la Bibliotheca philosophica de Struvius (Gœttingue, 1740) ;
- Vergleichung der Leibnitzischen und Newtonischen Metaphysik (« Comparaison de la Métaphysique de Leibniz avec celle de Newton »), Gœttingue, 1740. Ce livre, traduit en français par Gautier de Saint-Blanchard (La Haye, 1744), est écrit pour répondre aux attaques faites par Voltaire contre la philosophie de Leibniz. Voltaire adresse une lettre à Kahle au sujet de leur diversité d'opinions,
- Elementa Juris Canonico-pontificio-ecclesiastici, tam veteris quam hodierni, Halle, 1743-1744,
- De Trutina Europae, tam quam praecipua belli pacisque norma, Gœttingue, 1744, traduit en français par Fonney, sous le titre de La Balance de l'Europe, Gœttingue, 1744,
- Corpus juris publici S. Imperii Romani, Gœttingue, 1744-1745, 2 volumes in octo,
- De Natura Investiturae per bitterum, Gœttingue, 1749,
- De variis constituendi feuda advocatiae modis et juribus praecipuis ex illis manentibus, Gœttingue, 1750,
- Opuscula minora, quibus, tum publici tum privati, juris argumenta varia exhibentur, Francfort, 1751.